# Wilshire Grand Center

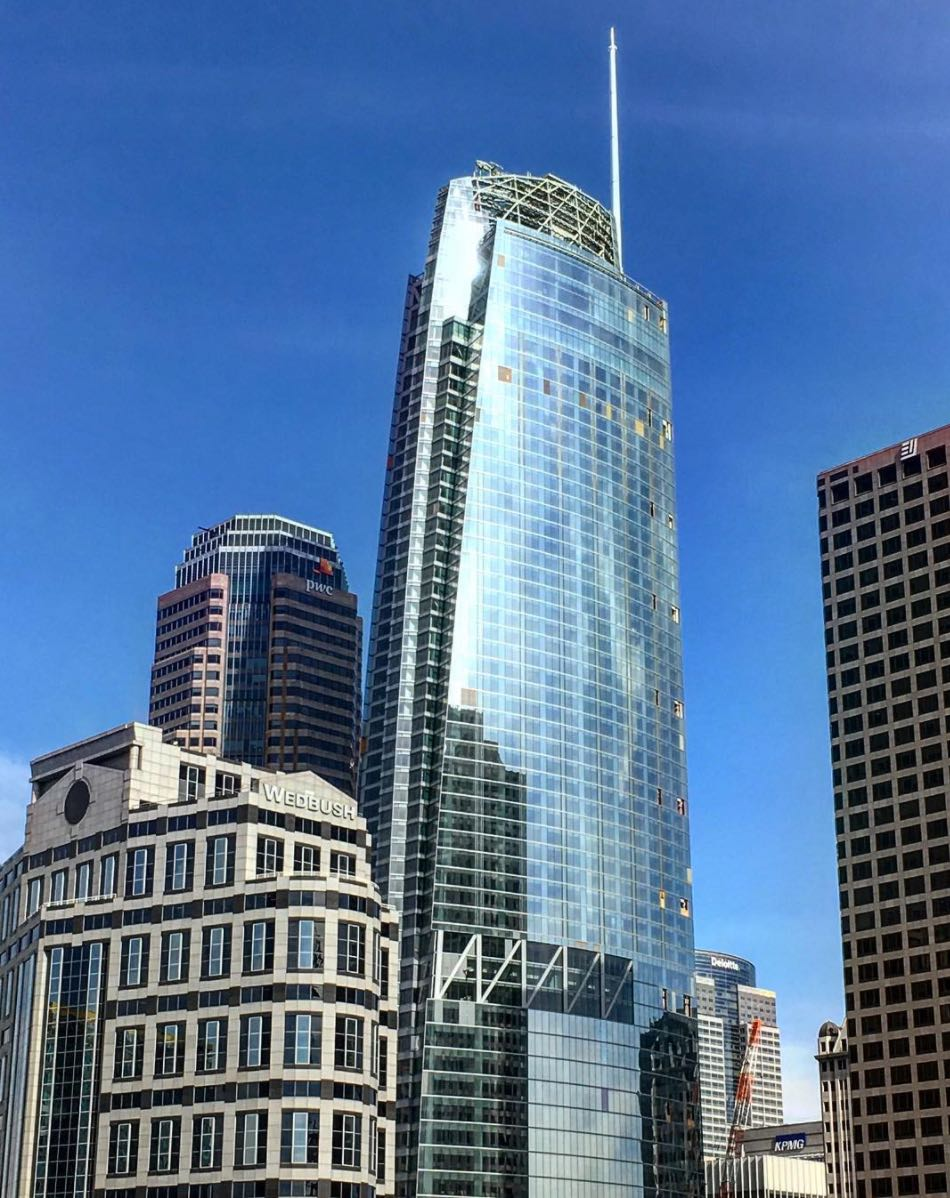
Het Wilshire Grand Center

Het Wilshire Grand Center is een 335 meter hoge wolkenkrabber in het Financial District in Downtown Los Angeles. Het is het hoogste gebouw in de Amerikaanse staat Californië en werd gebouwd in 2017.